# یاسنا پتویتس
یاسنا پتویتس (انگلیسی: Jasna Ptujec؛ زادهٔ ۱۹ ژانویهٔ ۱۹۵۹) بازیکن هندبال اهل یوگسلاوی بود.